# Tinn
Tinn este o comună din provincia Telemark, Norvegia.
Se află cu cel mai înalt punct în Gaustatoppen[*], la 1.882,9 m. Are o suprafață de 2.045,13 km². Populația este de 5.546 locuitori, determinată în 1 ianuarie 2023, prin Folkeregisteret[*].